# Петрозаводскмаш
«Петрозаводскмаш» — одно из крупнейших машиностроительных предприятий России и стран СНГ (ранее — завод «Тяжбуммаш»). Основано в 1960 году. «Петрозаводскмаш» производит и поставляет корпусное, ёмкостное и другое оборудование для атомной, нефтехимической и целлюлозно-бумажной промышленности (ЦБК). Продукция предприятия поставляется более чем в 40 стран мира. Завод расположен в Республике Карелия в Петрозаводске. С 2010 года — производственная площадка АО «АЭМ-технологии» (входит в АО «Атомэнергомаш» — машиностроительный дивизион государственной корпорации «Росатом»). За два года предприятие смогло перепрофилироваться: перейти от изготовления преимущественно продукции для сектора ЦБК до производства изделий для атомной промышленности, нефтегазовой и другой промышленности.
Основная продукция «Петрозаводскмаш» — корпуса главных циркулярных насосов (ГЦН), системы аварийного охлаждения активной зоны (САОЗ), системы пассивного залива активной зоны (СПЗАЗ), трубные узлы главного циркулярного трубопровода, компенсатор давления и тп.
Завод находится на берегу Онежского озера, имеет выходы в Белое, Балтийской, Черное, Каспийское моря, что позволяет удобно поставлять водным путем продукцию как по России, так и за рубеж.

## История

### 1960—1991
В соответствии с постановлением Правительства СССР от 7 апреля 1960 года «О мерах по ликвидации отставания целлюлозно-бумажной промышленности» было принято решение о строительстве нового завода и создания филиала отраслевого института в сфере бумагоделательного производства. Это также помогло бы отказаться от импорта соответствующего оборудования.
Закладка завода состоялась 8 июня 1960 года, в день 40-летия Карельской АССР. В 1964 году был сдан в эксплуатацию первый пролёт главного корпуса, а в 1965-м государственная комиссия приняла производственный комплекс завода. Был создан филиал отраслевого института ЦНИИбуммаш.
Первая продукция завода — узлы буммашин для Советского (город Советск) и Сокольского (город Сокол) целлюлозно-бумажных комбинатов, а также оборудование для сушильной машины целлюлозного завода «Питкяранта» — была поставлена заказчикам во время строительства в 1963 году.
В 1965 году Балахнинскому ЦБК был поставлен первый отечественный цепной дефибрер массой свыше 120 т для производства древесной массы ― основного компонента газетной бумаги.
В 1968 году был открыт Петрозаводский машиностроительный техникум с целью подготовки кадров специалистов-техников (средне-техническое специальное образование) для развивающегося производства.
22 июля 1969 года Постановлением Совета Министров РСФСР заводу было присвоено имя В. И. Ленина.
В 1970 г. в Петрозаводске был открыт заводской стадион «Машиностроитель». Заводские команды по футболу и русскому хоккею «Машиностроитель» («Тяжбуммаш», «Петрозаводскбуммаш») в 1970-х — 1980-х годах были сильнейшими в республике. В 1987—1992 гг. ФК «Машиностроитель» участвовал в чемпионате России среди коллективов физической культуры, в 1980-х клуб по хоккею с мячом «Петрозаводскбуммаш» во второй лиге Чемпионата СССР по хоккею с мячом.
В начале 1970-х годов завод приступил к созданию современных бумагоделательных машин. В 1976 году был сдан в эксплуатацию комплекс цехов химической аппаратуры (сварочное производство), 16 февраля 1976 года Указом Верховного Совета СССР завод награждён Орденом Трудового Красного Знамени.
В 1978 году завод изготовил и, отгрузив со специального собственного причала, доставил морским путём на Тобольский нефтеперерабатывающий комбинат пять полностью собранных ректификационных колонн, не имеющих аналогов по размерам и конструкции — длиной около 100 м и массой до 600 т каждая. В 1979 году Сегежскому ЦБК поставлена первая отечественная широкоформатная бумагоделательная машина обрезной шириной бумажного полотна ― 6300 мм.
В 1984 г. Петрозаводсмаш изготовил памятную медаль и значок в часть 150-летия эпоса «Калевала» (авторы К. Л. Буторов и О. В. Чумак).

### 1991—2010
В 1991 году изготовлено и поставлено основное технологическое оборудование для крупного целлюлозно-бумажного предприятия в г. Цзямусы (КНР), а в 1995 году. — на комбинат в г. Учжоу. На бумажные комбинаты России и стран СНГ поставлены комплектные установки, оборудование для технологической подготовки дефибрерной и бумажной массы для выработки мешочной и газетной бумаги, картона «хром-эрзац». В 1998 году «Петрозаводскмаш» приступил к изготовлению оборудования для малой энергетики.
В ноябре 2000 года «Петрозаводскмашем» и Норвежским Обществом Дипломированных Инженеров (NIF) подписана Программа подготовки Системы управления окружающей предприятие средой к сертификации по международному стандарту ISO 14001. В работе участвовали организации DNN (Норвегия) и Oy Enemi Ltd. (Финляндия).
В 2001 году для ЗАО «Запкареллес» построена «под ключ» полностью автоматизированная котельная мощностью 6 МВт, работающая на древесных отходах. В 2006 году проведена полная реконструкция котельной в посёлке Вяртсиля, Республика Карелия, с переводом на биотопливо (теплопроизводительность котельной — 9,6 МВт).
В 2005—2008 годах «Петрозаводскмаш» поставил основное и вспомогательное оборудование для завода по выпуску газетной и журнальной бумаги в г. Шклове (Беларусь) производительностью 40 тыс. т. в год.
С 2000 по 2010 годы заводом был поставлен комплекс нефтегазового оборудования, в том числе для компании «ABB Lummus Global» (проект «Сахалин-1») и строящегося нефтеперерабатывающего комплекса в Нижнекамске.

### После 2010 года
В феврале 2010 года АО «Петрозаводскмаш» вошло в состав холдинга «Атомэнергомаш». В настоящее время завод существляет производство оборудования для атомных электростанций России, для нефтехимической и целлюлозно-бумажной промышленностей. Для строящейся Нововоронежской АЭС-2 в 2010 году поставлены закладные детали транспортного шлюза для энергоблока № 1, комплекты деталей закладных шахты ревизии, оборудование для защиты стенок шахты реактора от радиационного и теплового воздействия. Основной задачей завода является выпуск значительной части оборудования «ядерного острова» АЭС (территории с особой системой физической защиты и радиационного контроля, дополнительной вентиляцией и ограниченным доступом персонала). Под эту задачу проведена модернизация производства. Приобретены уникальные обрабатывающие центры и новейшее сварочно-сборочное оборудование. Созданы специализированные производственные участки: парогенераторов, трубных сборок, трубопроводной арматуры и др. Освоено импортозамещающее производство кованых труб главного циркуляционного трубопровода (ГЦТ) с антикоррозионной плакировкой. До этого «Росатом» закупал данное оборудование за рубежом.
В 2011 году «Петрозаводскмаш» поставил на Нововоронежскую АЭС-2 (НВАЭС-2) металлоконструкции различных типов. Поставлены комплекты трубных узлов для главного циркуляционного трубопровода НВАЭС-2 и Ленинградской АЭС-2. В 2013 году на «Петрозаводскмаше» изготовлен и отгружен первый корпус парогенератора для АЭС.
В 2012 году завод получил новую лицензию Ростехнадзора на изготовление всего спектра оборудования для АЭС любого класса базопасности (от 1-го до 4-го). Лицензия выдана на семь лет.
В 2016 году завод вышел на международный рынок: он поставил трубные узлы для главного циркулярного трубопровода для Белорусской АЭС. В 2017 году «Петрозаводскмаш» отгрузил корпуса ГЦН для индийской АЭС «Куданкулам».
В 2019 году «Петрозаводскмаш» изготовило верхнюю часть реактора для АЭС «Аккую» (Турция). Также завод делает оборудование для АЭС новейшего поколения безопасности Курская АЭС-2 реакторами ВВЭР-ТОИ. В феврале 2019 года завод приступил к изготовлению трубных узлов главного циркулярного провода (ГЦТ) и корпуса главного циркулярного насоса (ГЦН) для первой в Бангладеш АЭС «Руппур» .
Вместе с оборудованием АЭС продолжается выпуск и освоение новых типоразмеров транспортных упаковочных комплектов (ТУК) для транспортировки и хранения отработавшего ядерного топлива (ОЯТ) реакторов различного назначения. Данные комплекты изготавливаются на базе контейнеров с корпусом из высокопрочного чугуна с шаровидным графитом. В 2013 году изготовлен и испытан опытный образец крупнотоннажного комплекта ТУК-146 с повышенными характеристиками радиационной защиты.
Летом 2019 года завод запусти новый наплавочный комплекс (установку электрошлаковой наплавки) — для нанесения антикоррозийного слоя на внутреннюю поверхность трубных заготовок ГЦН. Также завод модернизировал наплавочное оборудование на участке трубопроводной арматуры (ввел автоматический способ наплавки) — это сократило время процесса наплавки в 20 раз.
Литейный завод, входящий в группу предприятий «Петрозаводскмаша», выпускает отливки из серого и высокопрочного чугуна от стоек скамеек для московского парка Сокольники и скульптур до многотонных изложниц, редукторов, ступиц роторов ветрогенераторов и др. Отливается оборудование из чугуна для нефтегазовой отрасли, традиционной энергетики и др. Отливки из чугуна достигают до 120 тонн. Проектная мощность литейного завода в год — 60,5 тыс. тонн литейного чугуна. ООО «Петрозаводскмаш — ТНП» производит товары народного потребления, в том числе чугунные печи для бань, качество которых высоко отмечено на выставках.
В августе 2019 года газета РБК выпустила материал, где говорилось, что «Росатом» намерен продать Литейный завод «Петрозаводскмаш» из-за его убыточности холдингу «Транспортные компоненты». Позднее, АО «АЭМ-Технологии», куда входит завод подтвердило, что речь идет о продаже Литейного завода «Петрозаводскмаша».

## Состав группы компаний
- ОАО «Петрозаводскмаш»
- ООО Литейный завод «Петрозаводскмаш»
- ООО «Петрозаводскмаш — ТНП» — Производство товаров народного потребления
- ООО «Петрозаводскмаш — ГМК» — Горно-металлургический комплекс

## Руководители завода
- с 1960 года — П. И. Глушков
- с 1964 года — В. А. Чичаев
- с 1966 года — Н. В. Архипов
- с 1980 года — Л. Г. Сухарев
- с 1985 года — Н. Я. Кирьянов
- с 1987 года — В. А. Диденко
- с 1990 года — Е. И. Кириленко
- с 1991 года — М. А. Холопцев
- с 1992 года — В. З. Сомин
- с 2002 года — Л. Л. Белуга
- с 2010 года — Е. М. Пакерманов
- с 2014 года — В. А. Семикопенко
- с 2019 года — И. В. Котов
- с 2019 года — П. Ю. Марченко
- с 2021 года — А. М. Смирнов

## Хронология наименования завода
- 1960 год — Петрозаводский завод бумагоделательных машин
- 1966 год — Петрозаводский завод тяжёлого бумагоделательного оборудования — «Тяжбуммаш»
- 1970 год — Научно—производственное объединение целлюлозного машиностроения — НПО «Целлюлозмаш»
- 1975 год — Производственное объединение целлюлозного машиностроения — ПО «Целлюлозмаш»
- 1976 год — Петрозаводское Ордена Трудового Красного Знамени машиностроительное производственное объединение им. В. И. Ленина — ПО «Петрозаводскмаш»
- 1986 год — Петрозаводское научно—производственное объединение бумагоделательного машиностроения — НПО «Петрозаводскбуммаш»
- 1991 год — Арендное предприятие «Петрозаводский завод бумагоделательного машиностроения» — АП «Петрозаводскмаш»
- 1993 год — Закрытое акционерное общество «Петрозаводский завод бумагоделательного машиностроения» — ЗАО «Петрозаводскмаш»
- 2011 год — Закрытое акционерное общество «Петрозаводскмаш» — ЗАО «Петрозаводскмаш»
- 2013 год — Открытое акционерное общество «Петрозаводскмаш» — ОАО «Петрозаводскмаш»

## Фотогалерея
- Корпус сварочного производства
- Памятный знак в честь 50-летия завода
- Подъездные пути к литейным цехам
- Здание Дворца культуры «Машиностроитель»